# Hauserbauernalm (Dorfgastein)
Die Hauserbauernalm (auch Hauserbaueralm und Hauserbauer Grund- und Hochalm) ist eine Alm in der Gemeinde Dorfgastein im österreichischen Bundesland Salzburg.

## Lage und Charakteristik
Die Hauserbauernalm liegt an den südwestlichen Hängen der Arlspitze in der Ankogelgruppe. Sie befindet sich in der Ortschaft Maierhofen und in der Katastralgemeinde Klammstein. Sie ist dem Hauserbauer in Bergl zugehörig und ist Teil des Jagdgebiets Lenzbauernalm und Kendlbachmähder. Eine Almhütte steht auf einer Höhe von 1555 m ü. A. Hier befindet sich eine Stempelstelle für Wandernadeln des Österreichischen Alpenvereins.
Westlich der Hauserbauernalm fließt der Reiterbach, ein rechtsseitiger Nebenbach des Mayerhofbachs. Nordöstlich der Alm erstreckt sich das Biotop eines Grünerlen-Buschwalds, das einen großen ökologischen und landschaftsästhetischen Wert aufweist. Etwas weiter im Osten befindet sich die Gamswild-Ruhezone der Arlspitze, die von 1. Dezember bis 31. Mai nicht betreten werden darf.

## Geschichte
Im von 1823 bis 1830 erstellten Franziszeischen Kataster ist die Alm unter dem Namen Brand Alpe mit mehreren Gebäuden verzeichnet.
Der Fremdenverkehr führte in den 1970er Jahren zu einem Strukturwandel auf der Hauserbauernalm, denn die Nebeneinnahmen aus dem Tourismus brachten eine erneute Intensivierung der Bewirtschaftung mit sich. So wurde sie mit Stand 1982 als vollwertige Senn-Alm geführt.